# 印尼小相手蟹
印尼小相手蟹（学名：Nanosesarma batavicum），舊屬方蟹科小相手蟹属，現從新分類作相手蟹科。分布于爪哇、马来半岛、印度东岸以及中国大陆的海南岛等地，生活环境为海水，一般生活于半咸水地区红树林的泥滩沼泽中。